# Laussou (rivière)
Pour les articles homonymes, voir Laussou.
Le Laussou est une  rivière du sud-ouest de la France affluent de la Lède, sous-affluent de la Garonne par le Lot.

## Géographie
De 13,2 km de longueur, le Laussou prend sa source dans le département de la Dordogne, dans la commune de Biron et se jette dans la Lède sur la commune de Monflanquin en Lot-et-Garonne.

## Départements et communes traversées
- Dordogne : Vergt-de-Biron, Biron
- Lot-et-Garonne : Monflanquin, Laussou, Paulhiac, Dévillac.

## Principaux affluents
- Ruisseau de la Fontaine d'Estrade : 2,9 km
- Ruisseau de la Fontaine de Saint-Jean : 3,3 km
- Ruisseau de Lasgrèses : 3,2 km
- Ruisseau de la Faysole : 3 km
- Ruisseau Biard : 2,5 km